# Kosten-batenanalyse
Kosten-batenanalyse is een financiële evaluatiemethode, waarbij de verwachte kosten worden afgewogen ten opzichte van de te verwachten baten voor één of meerdere onderwerpen. Doel is om de meest voordelige oplossing te kunnen kiezen. De analyse kan bijvoorbeeld berekeningen van initiële en verwachte opbrengst bevatten. Bijvoorbeeld een productmanager kan kosten voor productie en marketing ten opzichte van verwachte verkopen van een bepaald product vergelijken. Op grond van deze afweging kan een product in het assortiment worden opgenomen.
Over het algemeen worden investeringen ter verbetering van processen ook met hulp van kosten-batenanalyses genomen. Ook analyses op basis van return on investment helpen mee in dit beslissingsproces. Een moeilijk onderdeel van de kosten-batenanalyse is het kwantificeren (monetariseren) van niet-financiële aspecten, zoals verlies van een reputatie, het aanbieden van een compleet productenpakket, langetermijnstrategie, enzovoort. De analyses worden veel gemaakt in de private sector, maar ook in de publieke sector worden dergelijke afwegingen gemaakt. Een voorbeeld is de vastgoedontwikkeling door een gemeente. De kosten-batenanalyse wordt ook gebruikt voor Koop/maakbeslissingen.
Bij maatschappelijke kosten-batenanalyses (MKBAs) worden ook de externe effecten meegenomen in de evaluatie. MKBA werd bijvoorbeeld toegepast om ontwikkelingsvarianten van het Wieringerrandmeer met elkaar te vergelijken. Daarin werden ook de natuurbaten gemonetariseerd.